# المتحف الوطني للقوات الجوية الأمريكية

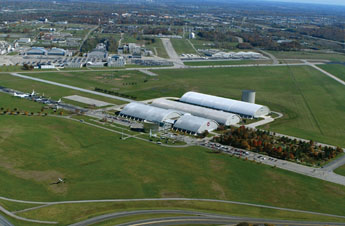
المنظر الجوي للمتحف العسكري الأمريكي

المتحف الوطني للقوات الجوية الأمريكية (بالإنجليزية: National Museum of the United States Air Force)‏، هي متحف أمريكي تقع في مدينة دايتون التابع لولاية أوهايو ، وهي معرض للطائرات الجوية الحربية التي عاشت في فترة ماقبل الحرب العالمية الأولى ، إلى يومنا هذا.
تعرض في المتحف مجموعة من الطائرات الحربية المنوعة كطائرات هجومية والمروحيات والطائرات الجوية والطائرات الاعتراضية وغيرها، ويوجد هناك صواريخ اعتراضية .

## تاريخ الإنشاء
انشئ المتحف سنة 1923م في دايتون بولاية أوهايو، وتم جمع هذه الطائرات في زمن الحرب العالمتين الأولى والثانية والحرب الباردة والحرب الكورية وغزو العراق وحرب فيتنام .
ومن ضمن المشاهد، عرض إحدى الطائرات الجوية الفيتينامية خلال حرب فيتنام بعد أسرها على يد القوات الأمريكية .
بالإضافة إلى عرض قنبلة نووية التي ضربت مدينتي هيروشيما ونجازاكي قبل نهاية الحرب العالمية الثانية عام 1945م.